# 御所山町
御所山町（ごしょやまちょう）は、神奈川県横浜市西区の町名。「丁目」のない単独行政地名。住居表示未実施区域。

## 地理
西区の中央部に位置し、東に戸部町、南と西に伊勢町、北に戸部本町と接している。

### 地価
住宅地の地価は、2025年（令和7年）1月1日の公示地価によれば、御所山町13番6の地点で32万3000円/m²となっている。

## 歴史

### 沿革
- 1928年（昭和3年）9月1日 - 西戸部町の一部を分離し、御所山町を新設。横浜市中区御所山町となる[7]。
- 1935年（昭和10年）7月1日 - 西戸部町からの一部を御所山町に編入[8]。
- 1944年（昭和19年）4月1日 - 西区の新設に伴い、中区から分区。横浜市西区御所山町となる[9]。
- 1966年（昭和41年）5月1日 - 御所山町の一部を戸部本町へ編入[10]。

## 世帯数と人口
2025年（令和7年）6月30日現在（横浜市発表）の世帯数と人口は以下の通りである。
| 町丁     | 世帯数  | 人口  |
| -------- | ------- | ----- |
| 御所山町 | 461世帯 | 851人 |

### 人口の変遷
国勢調査による人口の推移。
| 年                 | 人口  |
| ------------------ | ----- |
| 1995年（平成7年）  | 1,070 |
| 2000年（平成12年） | 1,033 |
| 2005年（平成17年） | 842   |
| 2010年（平成22年） | 780   |
| 2015年（平成27年） | 843   |
| 2020年（令和2年）  | 852   |

### 世帯数の変遷
国勢調査による世帯数の推移。
| 年                 | 世帯数 |
| ------------------ | ------ |
| 1995年（平成7年）  | 436    |
| 2000年（平成12年） | 441    |
| 2005年（平成17年） | 383    |
| 2010年（平成22年） | 354    |
| 2015年（平成27年） | 412    |
| 2020年（令和2年）  | 439    |

## 学区
市立小・中学校に通う場合、学区は以下の通りとなる（2024年11月時点）。
| 番・番地等 | 小学校             | 中学校             |
| ---------- | ------------------ | ------------------ |
| 全域       | 横浜市立戸部小学校 | 横浜市立老松中学校 |

## 事業所
2021年現在の経済センサス調査による事業所数と従業員数は以下の通りである。
| 町丁     | 事業所数 | 従業員数 |
| -------- | -------- | -------- |
| 御所山町 | 25事業所 | 273人    |

### 事業者数の変遷
経済センサスによる事業所数の推移。
| 年                 | 事業者数 |
| ------------------ | -------- |
| 2016年（平成28年） | 25       |
| 2021年（令和3年）  | 25       |

### 従業員数の変遷
経済センサスによる従業員数の推移。
| 年                 | 従業員数 |
| ------------------ | -------- |
| 2016年（平成28年） | 279      |
| 2021年（令和3年）  | 273      |

## 施設
- 御所山公園
- 亀田病院[20]

## その他

### 日本郵便
- 郵便番号 : 220-0043[3]（集配局：神奈川郵便局[21]）

### 警察
町内の警察の管轄区域は以下の通りである。
| 番・番地等 | 警察署     | 交番・駐在所 |
| ---------- | ---------- | ------------ |
| 全域       | 戸部警察署 | 伊勢町交番   |